# I. e. 228
Évszázadok: i. e. 4. század – i. e. 3. század – i. e. 2. század
Évtizedek: i. e. 270-es évek – i. e. 260-as évek – i. e. 250-es évek – i. e. 240-es évek – i. e. 230-as évek – i. e. 220-as évek – i. e. 210-es évek – i. e. 200-as évek – i. e. 190-es évek – i. e. 180-as évek – i. e. 170-es évek
Évek: i. e. 233 – i. e. 232 – i. e. 231 – i. e. 230 –  i. e. 229 – i. e. 228 – i. e. 227 – i. e. 226 – i. e. 225 – i. e. 224 – i. e. 223

## Események

### Karthágó
- Hamilcar Barca elesik egy csata során Hispániában, így félbemarad az Ibériai-félsziget meghódítására irányuló karthágói hadjárat. Nyolc év alatt jókora térségeket vont uralma alá fegyverrel vagy diplomáciával, de halála véget vet a további hódításnak. Az ibériai hadsereg parancsnoksága vejére, Hasdrubalra száll.
- Hasdrubal a későbbiekben inkább a diplomáciára helyezi a hangsúlyt. Megalapítja Carthago Novát (a későbbi Cartagenát) és ott rendezi be székhelyét.

### Kis-Ázsia
- I. Attalosz pergamoni király három csatában is vereséget mér Antiokhosz Hieraxra és Kilikia kivételével uralma alá hajtja a Szeleukidák kis-ázsiai birtokait.

### Balkán
- Az első római-illír háborúban Teuta illír királynő pharoszi kormányzója, Démétriosz meghódol a túlnyomó római haderő előtt. A rómaiak jutalmul jelentős illír területeket bíznak rá, hogy ellensúlyozzák vele Teuta hatalmát.
- A római haderő északabbra, Apollóniánál száll partra, majd a flotta támogatásával észak felé haladva sorra hódítja meg a városokat. Hamarosan ostrom alá veszik a fővárost, Shkodrát.
- Teuta békét kér. Hadisarcot fizet Rómának, feladja az uralma alatt álló terület déli, görög egyharmadát – amely római protektorátus alá kerül – és korlátozza hadihajóit.
- III. Kleomenész spártai király hazahívja a kivégzett IV. Agisz király külföldre menekült fivérét, V. Arkhidamoszt, akit azonban hamarosan meggyilkolnak.

### Róma
- Spurius Carvilius Maximus Rugát és Quintus Fabius Maximus Verrucosus Cunctatort választják consulnak.

## Halálozások
- Hamilcar Barca, karthágói hadvezér
- V. Arkhidamosz, spártai király
- Arszamész, örmény király

## Fordítás
- Ez a szócikk részben vagy egészben  a(z)   228 BC című angol Wikipédia-szócikk ezen változatának fordításán alapul.  Az eredeti cikk szerkesztőit annak laptörténete sorolja fel. Ez a jelzés csupán a megfogalmazás eredetét és a szerzői jogokat jelzi, nem szolgál a cikkben szereplő információk forrásmegjelöléseként.